# خط طول 28° غرب
خط طول 28° غرب هو أحد خطوط الطول الجغرافية، والتي تمتد من القطب الشمالي الجغرافي إلى القطب الجنوبي الجغرافي، وحسب التحويل الزمني يتأخر خط طول 28° غرب عن خط غرينتش بـ1 ساعات و52 دقيقة.

## من القطب إلى القطب
ينطلق خط طول 28° غرب من القطب الشمالي نحو القطب الجنوبي مرورا بالمناطق التي ترد في الجدول التالي:
| الإحداثيات                         | البلد أو الإقليم أو البحر | ملاحظات |
| ---------------------------------- | ------------------------- | --- |
| 90°0′N 28°0′W / 90.000°N 28.000°W  | المحيط المتجمد الشمالي    | |
| 83°28′N 28°0′W / 83.467°N 28.000°W | جرينلاند                  | Northern Peary Land |
| 83°9′N 28°0′W / 83.150°N 28.000°W  | Frederick E. Hyde Fjord   | |
| 83°5′N 28°0′W / 83.083°N 28.000°W  | جرينلاند                  | Southern Peary Land |
| 82°11′N 28°0′W / 82.183°N 28.000°W | Independence Fjord        | |
| 82°2′N 28°0′W / 82.033°N 28.000°W  | جرينلاند                  | Mainland, the island of جزيرة ميلن لاند [لغات أخرى]‏ and the mainland again |
| 68°35′N 28°0′W / 68.583°N 28.000°W | المحيط الأطلسي            | |
| 39°5′N 28°0′W / 39.083°N 28.000°W  | البرتغال                  | Island of Graciosa، الأزور |
| 39°1′N 28°0′W / 39.017°N 28.000°W  | المحيط الأطلسي            | |
| 38°39′N 28°0′W / 38.650°N 28.000°W | البرتغال                  | Island of São Jorge، الأزور |
| 38°36′N 28°0′W / 38.600°N 28.000°W | المحيط الأطلسي            | Passing just east of Pico Island، الأزور, البرتغال (at 38°25′N 28°2′W / 38.417°N 28.033°W) · Passing just east of Leskov Island, جورجيا الجنوبية وجزر ساندويتش الجنوبية (at 56°40′S 28°9′W / 56.667°S 28.150°W) |
| 60°0′S 28°0′W / 60.000°S 28.000°W  | المحيط الجنوبي            | |
| 76°13′S 28°0′W / 76.217°S 28.000°W | القارة القطبية الجنوبية   | المطالب الإقليمية بالقارة القطبية الجنوبية by both الأرجنتين (المقاطعة الأرجنتينية بالقارة القطبية الجنوبية) and المملكة المتحدة (المقاطعة البريطانية بالقارة القطبية الجنوبية)                                 |